# Petrichus niveus
Petrichus niveus är en spindelart som först beskrevs av Simon 1895.  Petrichus niveus ingår i släktet Petrichus och familjen snabblöparspindlar. Inga underarter finns listade i Catalogue of Life.